# Eduard von Könneritz

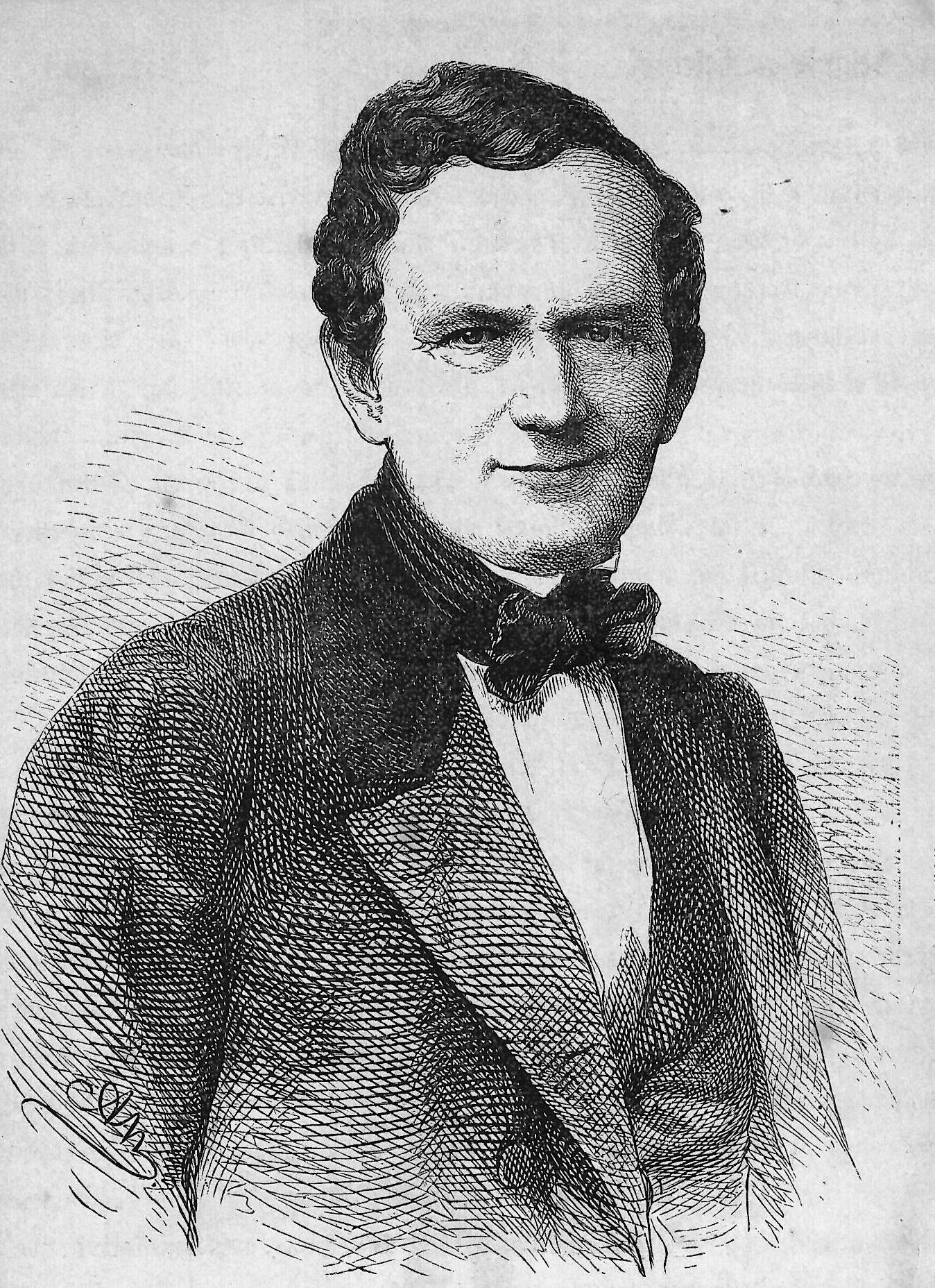
Eduard von Könneritz (1864)

Eduard von Könneritz (* 10. April 1802 in Merseburg; † 12. August 1875 in Weigsdorf, heute Cunewalde) war ein deutscher Beamter. 

## Herkunft
Eduard von Könneritz kam als Sohn des sächsischen Landstallmeisters des Hochstiftes Merseburg Hans Wilhelm Traugott von Könneritz (1753–1829) und der Gräfin Armgard Caroline Albertine, geborene von Hohenthal (1768–1837) zur Welt. Seine Geschwister waren Hans Heinrich (1790–1863), Hans Wilhelm  (1791–1859), Julius Traugott Jacob (1792–1866), Agnes von Burkersroda auf Burgheßler in Thüringen (1796–1834) sowie Gräfin Clara Luise von Helldorf zu Wolmirstädt in Thüringen (1804–1870).

## Familie
Eduard von Könneritz heiratete am 2. Mai 1842 die Tochter des königlich sächsischen Kreisoberforstmeisters Karl Heinrich Adolf von Leipziger, Clara von Leipziger (* 30. Januar 1825 in Wermsdorf; † 27. September 1885 Weigsdorf) in Kropstädt. Eduard von Könneritz hatte mit seiner Frau zwei Töchter, die am 9. Februar 1849 in Dresden geborene Maria Theresia (Rosa) und die am 3. September 1853 in Weigsdorf geborene Felicie. Eduard von Könneritz war Besitzer des Rittergutes Weigsdorf, wo er 1875 starb.

## Werdegang
Hauslehrer der Geschwister von Könneritz war der spätere Archidiakon Simon von Leipzig. Eduard war Schüler 815 im Kloster Roßleben und studierte in Leipzig Rechtswissenschaften. Sein Examen legte er dort mit Auszeichnung ab. So konnte er 1827 in den Staatsdienst eintreten. Ab 1836 begleitete er das Amt des Amtshauptmannes in Freiberg. Gleich danach, 1840, arbeitete er als Regierungsrat in Dresden. Als Kreisdirektor in Bautzen war er ebenfalls einige Jahre eingesetzt. In den Jahren 1861–1863 war von Könneritz Kreisdirektor in Dresden.
Weitere Aufgaben erfüllte von Könneritz als Regierungskommissar der Löbau-Zittauer und Zittau-Reichenbacher Eisenbahn, Regierungskommissar der landständischen Bank der Oberlausitz und als seit etwa 1856 Ordentliches Mitglied des Staatsrates. Er war der erste Präsident des am 15. Oktober 1874 errichteten evangelisch-lutherischen Landesconsistoriums für das Königreich Sachsen.

## Würdigungen
Für sein Wirken erhielt Eduard von Könneritz 1847 Ritterkreuz des Zivilverdienstordens und 1851 die Eiserne Krone II. Klasse vom Kaiser von Österreich, 1861 die Ehrenbürgerwürde der Stadt Zittau und am 15. Dezember 1864 Ehrenbürgerwürde der Stadt Dresden.
Im Januar 1864 wurde von Könneritz für seine Verdienste als Bundeskommissar für Holstein und Lauenburg zum königlich sächsischen Zivilkommissar für die Elbherzogtümer mit dem Prädikat eines Wirklichen Geheimrates ernannt und erhielt das Großkreuz. Im Jahr 1874 erfolgte die Ernennung zum Präsidenten des evangelisch-lutherischen Landeskonsistoriums.